# Gambroides chilonis
Gambroides chilonis är en stekelart som först beskrevs av Townes, Townes och Gupta 1961.  Gambroides chilonis ingår i släktet Gambroides och familjen brokparasitsteklar. Utöver nominatformen finns också underarten G. c. philippinus.